# 文德十字军

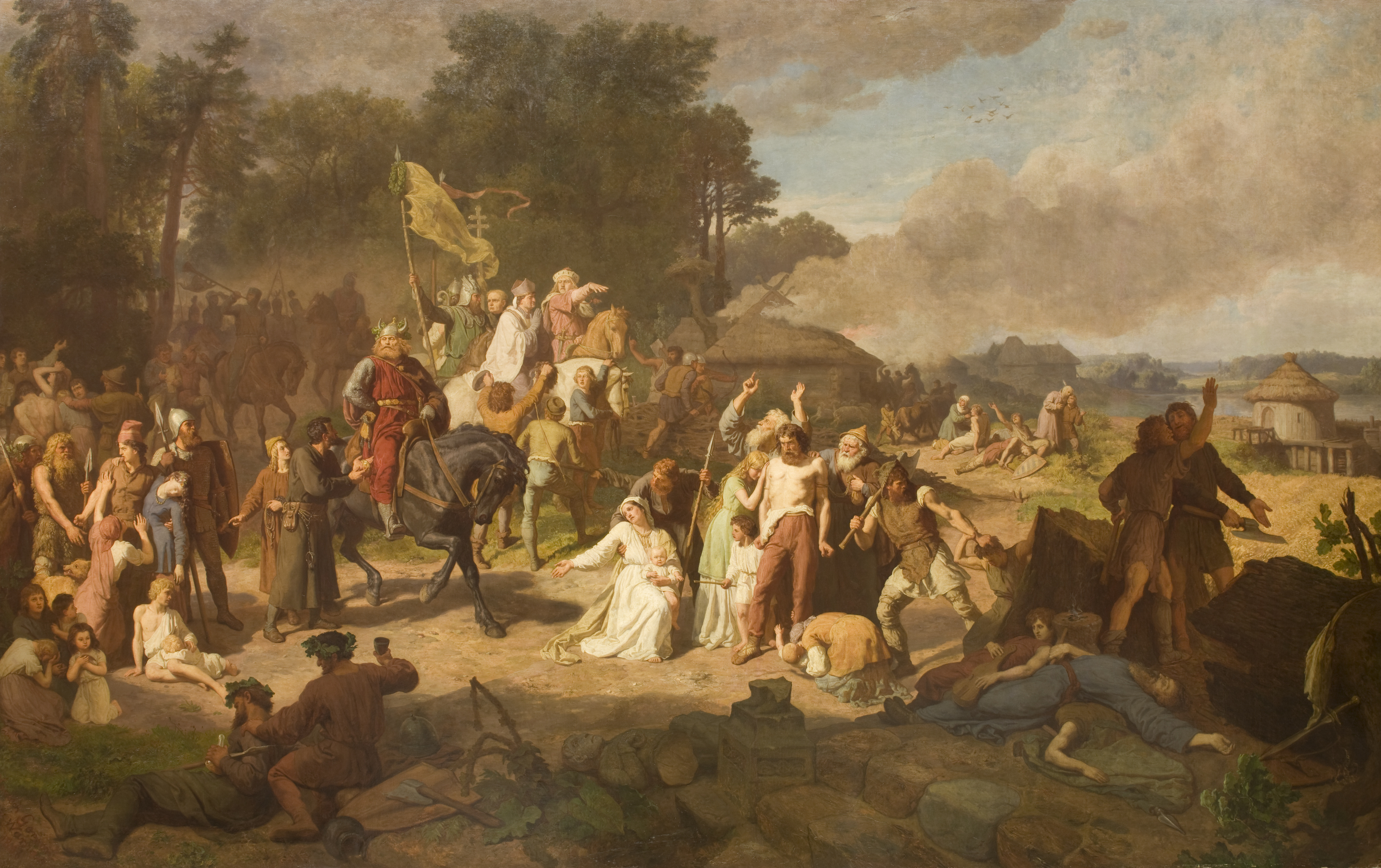
文德十字軍

文德十字军（德語：Wendenkreuzzug）是發生於1147年的一場軍事行動，是北方十字軍的一支，被歸類為第二次十字軍東征,是由德意志王国（東法蘭克王國的繼承者）針對波拉比安斯拉夫人或文德人發起的一場軍事行動。
12世紀早期，不來梅教區和马格德堡教區大主教希望經由和平方法將鄰近的西斯拉夫民族改信基督教。但教皇卻支持對斯拉夫人發起十字軍。在1147年斯拉夫領袖尼克洛特入侵後，刺激了十字軍於同年夏天發動。
基督教軍隊主要由撒克遜人和日耳曼裔丹麥人組成，文德十字軍成功迫使斯拉夫異教徒給付歲幣，並使德國人控制Wagria和波拉比亚地區。但並不能成功使該地區改信基督教。

## 背景

### 十字軍運動的產生
自11世紀末期，歐陸的環境漸趨穩定。第一次農業革命影響了農業技術的進步，水車的出現，使得歐陸的農業有穩定的水資源供開發；大量開發荒地也使耕地增加。農產量不斷上升的狀況之下使得人民在物質生活上有所保障，進一步導致人口的大幅增長。除此之外，11世紀以降，歐陸西部各政權漸趨穩定，外患的比率也大幅的減少。
誠如上述理由，歐陸的人口數有所增長。斯堪地那維亞半島、法蘭克、德意志地區人口數於11世紀初其逼近1200萬人，於1325年時增加至3550萬人。人數的增加與政權的穩定使歐陸人口呈現過多的狀況，也使得教會有足夠的能力可以向外擴張。上述的作法於1095年第一次十字軍東征時應驗了，加上前幾次十字軍東征都有取得良好的結果，使得更多人民願意拋頭顱灑熱血的將青春與生命奉獻於宗教的擴張運動當中。
當代人民對於宗教信仰中的看法也可以從建築中窺知一二。在12到14世紀時，教堂大多流行歌德式建築。哥德式建築的特色為尖拱型的高窗、富有菱角的造型，營造出一種精心雕琢的建築感。教堂代表的意義為上帝之住所，從當代人民精心雕琢上帝住所一點進行觀察，可見當代人民對於宗教狂熱之程度。 
針對上述歐陸與基督教的發展，使得羅馬教會的聲勢如日中天。同時具有威望與權力的羅馬教會開始建立「軍事修會」，將好戰的貴族騎士送至前線與異教徒爭戰，藉此榮耀上帝與拓展基督教的權勢。此時的軍事修會蓬勃發展，包含聖殿騎士團、醫院騎士團、條頓騎士團（德意志騎士團）等。在基督教已經組織化完全之後，羅馬教皇烏爾班二世於法國克萊芒宣布聖戰的開始，宣稱因為聖戰而死的人其「罪」將會被赦免，吸引許多歐陸居民投身參與，除了人民之外，軍事修會也做為主力部隊參與此次東征。

### 東北歐十字軍運動
十字軍東征的活動持續了將近兩百年，大多數史料的重點會歸類在地中海沿岸的十字軍運動，較少會關注於北方波羅的海的十字軍運動。直至13、14世紀時，東北歐十字軍的重要性才漸漸顯現出來。東北歐十字軍的作用同樣為打擊異教徒勢力，唯一不同的在於對抗的地點不在伊比利半島、亦不再北非或耶路撒冷，而是在東北歐的地帶。
東北歐十字軍並不是單一事件，而是連續數次的運動。其中包含了1147年的文德十字軍、1225-1228年的宝劍兄弟騎士團對芬蘭發動的征服戰爭、13世紀到15世紀末德意志騎士團對立陶宛發起的一系列軍事行動。

### 東北歐信仰的歷史變化
文德人為西斯拉夫民族的一支部族，在民族大遷徙的時代中，文德人轉而向西與向南發展，佔據了原先向西進軍的日耳曼人騰出的空地。西元4世紀時，文德人轉向往易北河與奧德河一帶流域生活，並在此地長年居住。
西元8世紀中期，法蘭克王朝正在如火如荼的發展，並且積極地向外擴張。在對外擴張上，其最大的目標乃是德意志地區的易北河流域、薩克森、巴伐利亞等地與潘諾尼亞草原。
在法蘭克帝國分裂之後，成為了東法蘭克、中法蘭克與西法蘭克三個政權，其中東法蘭克王國成為了神聖羅馬帝國，土地將預約為現今的德國與奧地利一帶。在加洛林王朝結束後，取而代之的為薩克森王朝。其開國君主鄂圖一世（912-973）積極對東歐用兵，希望可以達到基督化的成效。以結果論而言，鄂圖一世是成功的，但是成功所持續的時間並不長，針對易北河與奧德河之間的基督化有僅是曇花一現，在其子鄂圖二世（955-983）繼位之後，文德部族率先發難，將易北河一帶的傳教士全數驅逐，因此控制權很快又回歸了異教徒手中。
對於基督教世界而言，現況下除了西西里島、伊比利半島南部為異教徒掌控之外，東北歐沿岸地區也存有異教徒的勢力，其分佈的地域十分的廣泛，從易北河一帶到芬蘭的波羅地海沿岸都被異教徒的掌握。
在薩克森王朝結束之後，薩利安王朝取而代之。然而，薩利安王朝並沒有向薩克森王朝一樣與羅馬教廷保持著良好之關係。相反地，神聖羅馬帝國的皇帝與羅馬教會發生了許多的摩擦，其中最著名的莫過於引發卡諾沙侮罪的亨利四世了。上述事件中使毒煌權與教權之間相互爭奪，這對於剛建立的帝國並非一件好事，尤其是最終亨利四世被判以破門律的形式逐出教會，進而影響其皇權的統治。
在中古歐洲的封建傳統之間，諸侯的定位便顯得十分重要。此時大多神聖羅馬帝國的諸侯見狀，便積極地想要向東擴張，展現出自己是熱衷於基督化異教徒的想法，藉此從權力高漲的教會汲取政治利益。然而，此時的文攻武嚇基本上都對文德部族不起作用。原因在於文德部族對真神普里佩嘎（Pripegal）信仰堅定，因此大多數此時前往此地的基督教傳教士都無功而返。

## 過程

### 第二次十字軍東征的影響(1147-1149)
在經歷了多次的失敗之後，基督教教會與文德部落的關係進一步的惡化。誠如馬格德堡大主教1107至 1108 年間之所言：
「因為該地（指易北河以東之地）即吾人之耶路撒冷，此一聖地在初始之際本是自由自在而不受拘束之所，然而後來卻遭到異教徒殘酷的暴力下而受苦受難……。」
上述文句中可以看出基督教非常想要這片土地，也可以看出基督教對於文德部落的不了解與將其佔領並基督教化的慾望。
時間快進12世紀中期，因應第一次十字軍東征時的勝利，與耶路撒冷王國和羅馬主教的要求，發起了第二次十字軍東征。然而此次東征在開始之前，神聖羅馬帝國皇帝曾經於法蘭克福召開過會議，希望諸侯各邦可以響應此次行動。然而卻被薩克森領地的諸侯們拒絕了，原因在於易北河一帶的衝突尚未平定。藉此，上述諸侯轉而發起北方十字軍運動，以對抗文德部落為首的東北歐異教徒。
上述行動需要廣泛的宣傳才得以號招眾人，因此清谷的聖·伯納德（St. Bernard de Clairvaux，1090-1153）的宣傳起到了很大的作用。伯納德曾經在第二次十字軍東征時說服眾歐洲君主與諸侯合作、促進路易七世（1120-1180）和封建臣民之間的和解、參與聖殿騎士團的規章訂定等等，對於整個中古基督教世界有重大的影響。在他願意為此次行動背書時，也起到了顯著的作用。

### 準備與行動
1147年，在聖伯納德努力的宣傳之下，同年教皇尤金三世（1080-1153）頒布聖域，宣布文德十字軍行動正式成形。此次的規章與我們所熟知的十字軍東征十分的類似，參與者的罪名會被赦免、獲得豐厚的獎賞、擁有土地等等，吸引了大量的青年參與此次行動。此次十字軍的組建主要是由兩大封建領主為首組織的，分別為北部邊區伯爵「大熊」阿爾布雷希特（Albrecht der Bär，1100-1170）及薩克森公爵「獅子」亨利（Heinrich der Löwe, 1129-1195）兩位進行組織。
戰事的地點首先在多賓（Dobin，今位于德國梅克倫堡－西波美拉尼亞）發生，此時文德部落依樣採取了激烈的抵抗，尼克洛特王（Niklot，1090-1160）也組織起了反攻。除此之外，丹麥軍隊在此地分成兩路進攻，但是期中一路被來自多賓的斯拉夫部落擊退，另一邊則是呂根的拉尼部落（Rani）也在丹麥組織起了抵抗，迫使其退兵。
然而此次的主力部隊並沒有因而放棄，而是繼續圍攻多賓一地。十字軍的軍隊有壓倒性的數量，加上其武器相較歐洲來的落後，因此最終選擇妥協，宣佈自己的軍隊接受基督教的洗禮儀式。
此次勝利已經達到了原先教會的要求，便是希望波羅的海沿岸的居民可以皈依基督教，然而這對於世俗的權力而言並不足夠。首先是領土的問題，康拉德公爵與阿爾伯特聯手進攻勒布斯，希望可以收復哈維爾柏格，並進攻波美拉尼亞中部取得重大戰果，使得上述城市的權力轉移。

## 結果
此次的溫德十字軍運動中，對於基督教世界而言乃是一次重大的戰果。以宗教視角中可以算是一次大成功，使得西斯拉夫民族的異教部落皈依基督教，進一步的擴張基督教的勢力版圖。除此之外，易北河與奧德河之間的領地全數歸基督教所有。上述領地上的問題起到了基督教會中「面子」的重要性，在第二次十字軍東征在巴勒斯坦受到重大損害、接近於無功而返的成果時，此地的軍事行動成功為基督教會挽回了一點顏面，進一步的鋪陳了未來基督教在東北歐的發展與建設。
然而在文化上而研究並非如此成功的一次行動了。首先，沒有基督教的文學會經典被翻譯成文德部族所理解的西里爾文字，使得文化的傳播相當的有限。除此之外，文德部族仍然有實現部分的自治，尼克洛特王便是透過不斷的進貢，維持自身自治的地位。正如同波美拉尼亞第一任主教阿爾伯特（Adalbert of Pomerania，1124-1162）所言：「真正的信仰並不是依靠軍事武力，而是透過佈道來加以實現。」 